# 讓-雅克·艾格丁格
讓-雅克·艾格丁格（法語：Jean-Jacques Eigeldinger，1940年3月9日—）是一名瑞士音樂學家。他因擔任評審和出版有關蕭邦的著作而知名。

## 生平
艾格丁格出生於諾夏特，曾就讀於諾夏特大學、巴黎大學和日內瓦音樂學院。
1976年至1981年，他在日內瓦雅克-達爾克羅茲學院任教；1978年至1983年，他在日內瓦音樂學院任教。他也曾以客座講師身分在巴黎高等師範學院和魁北克市拉瓦爾大學任教。他是日內瓦大學的退休教授，於1981年起在日內瓦大學工作。他是瑞士音樂學會的創始人之一，並長期擔任瑞士羅曼語區《音樂雜誌》（Revue musicale）的主編。
1984年，艾格丁格獲得波蘭文化部長頒發的榮譽勳章。2001年，國際蕭邦基金會授予他蕭邦獎。他也是蕭邦國際鋼琴比賽的評審。
艾格丁格的教學興趣主要集中在美學史和十八、十九世紀音樂的詮釋。他創作了大量有關蕭邦的作品，包括研究蕭邦的作品和風格手段（前奏曲）以及為作曲家撰寫傳記。艾格丁格也是蕭邦鋼琴教師作品集的編輯。
1993年，艾格丁格出版蕭邦的鋼琴教學法草圖。在他1970年出版的《學生眼中的蕭邦》（Chopin vu par ses élèves）一書中，他收集了蕭邦學生的大量資料以及蕭邦本人關於鋼琴演奏技巧和音樂詮釋的資料，該書是《蕭邦教學法》（Entwurfs einer Methode）的第一部完整英譯本。
艾格丁格與約翰·林克（John Rink）和吉姆·薩姆森一起，正在籌備蕭邦全部作品的新評論版。
2001年9月，他被任命為華沙弗里德里克·蕭邦學院計畫委員會委員。

## 出版作品
- Chopin vu par ses élèves, Neuchâtel: La Baconniére, 1970; revised new edition Paris: Fayard, 2006, ISBN 2-213-62916-1 – English translation under the title Chopin: pianist and teacher – as seen by his pupils, Cambridge: Cambridge University Press, 1986, ISBN 0-521-24159-6
- Solange Clésinger, Frédéric Chopin. Souvenir inédits, published by Jean-Jacques Eigeldinger, in: Revue musicale de Suisse romande, Jg. 31 (1978), p. 224–238
- L'univers musical de Chopin, Paris: Fayard, 2000, ISBN 2-213-60751-6
- Chopin et Pleyel, Paris: Fayard, 2010, ISBN 978-2-213-61922-4
- Chopin, âme des salons parisiens: 1830–1848, Paris: Fayard, 2013, ISBN 978-2-213-67243-4
- Jean-Joseph-Bonaventure Laurens et ses pèlerinages musicaux en Allemagne 1841–1853, in: Musique, Images, Instruments. Revue française d’organologie et d’iconographie musicale, Jg. 16 (2016), p. 11–54

## 外部連結
- 讓-雅克·艾格丁格 （页面存档备份，存于）在波蘭蕭邦學院網站上的傳記